# Boa tęczowy
Boa tęczowy (Epicrates cenchria) – gatunek węża z podrodziny boa (Boinae) w rodzinie dusicielowatych (Boidae). Dość popularny w hodowlach terraryjnych również w Polsce. Jest jednym z łatwiejszych w chowie dusicieli.

## Opis
Cechą charakterystyczną (od której pochodzi zresztą jego nazwa) jest wyraźny metaliczny połysk łatwo zauważalny w naturalnym, jak i sztucznym świetle. Wyraźnie mniejszy od boa dusiciela (Boa constrictor). Średniej wielkości dusiciel o dość smukłym ciele, głowa wyraźnie wyodrębniona, łuski niewielkie, błyszczące. 
Wyróżnia się szereg podgatunków, których przedstawiciele różnią się od siebie ubarwieniem, a zwłaszcza jego intensywnością. Niektóre z nich to:
- E. c. maurus (Gray, 1849; podgat. kolumbijski): Dorosłe osobniki są w zasadzie prawie jednobarwne (podgatunek najmniej zróżnicowany kolorystycznie). Przeważający kolor: wiśniowo-brązowy, słabo widoczne są czarne pierścienie biegnące wzdłuż grzbietu i ciemne plamy po bokach ciała. Młode osobniki posiadają trochę wyraźniejszy wzór, przez co przypominają nieco podgatunek brazylijski (najefektowniej ubarwiony), jednak po ukończeniu około półtora roku wzór zanika prawie zupełnie. Występowanie – od Nikaragui po północną Brazylię[4].
- E. c. crassus (Cope, 1862; podgat. gujański): Ustępuje mu nieco rozmiarami. Pod względem jaskrawości wzoru ubarwienia można go umieścić pomiędzy podgatunkiem kolumbijskim a brazylijskim, temu ostatniemu ustępuje pod tym względem bardzo znacznie, jednak w przeciwieństwie do kolumbijskiego nawet u dorosłych osobników wzór pierścieni jest dość wyrazisty. Występowanie – otwarte tereny w Brazylii, Boliwii i Argentynie[4].
- E. c. cenchria ((Linnaeus, 1758); podgat. brazylijski): Podgatunek o ubarwieniu uznawanym za najlepiej prezentujące się w hodowli. Jego wzór jest jaskrawy i pozostaje taki również po osiągnięciu dojrzałości. Kolor podstawowy to wiśniowo-brązowy, wzdłuż grzbietu biegną jaskrawe czarne pierścienie, wewnątrz których tło jest o ton jaśniejsze od umaszczenia podstawowego. Po bokach ciała występują czarne owale z jasnymi półksiężycami. Niektóre osobniki mają po bokach srebrzysty odcień, należą do odmiany zwanej „Lamar”. Pod względem rozmiarów góruje nad podgatunkami: kolumbijskim, argentyńskim, gujańskim i paragwajskim, ale ustępuje peruwiańskiemu (największy) i podgatunkowi z wyspy Marojo. W naturze występuje w Amazonii, od Wenezueli na południe po Boliwię i dalej po Gujanę Francuską i Brazylię[4].
- E. c. alvarezi (Abalos, Baez and Nader, 1964; podgat. argentyński): przedstawiciele osiągają najmniejsze rozmiary. Wzorem ubarwienia odbiegają nieco od pozostałych boa tęczowych. Jest on mniej regularny, ale wyraźniejszy niż u podgatunku kolumbijskiego i gujańskiego, choć mniej wyraźny niż u brazylijskiego. Półksiężyce na bokach ciała są wyraźnie szersze. W większym stopniu niż u innych przeważają kolory szare, zaś sam wąż jest ogólnie jaśniejszy. Zdarzają się osobniki o większym udziale koloru pomarańczowego. Występujący u wszystkich podgatunków metaliczny połysk jest u niego znacznie słabszy. W naturze występuje w formacji chaco od południowo-wschodniej Boliwii do północne Argentyny[4].
- E. c. gaigei (Stull, 1938; podgat. peruwiański): Największy wśród podgatunków. Efektownie ubarwione węże, bardzo zbliżone wyglądem do tych podgatunku brazylijskiego. Charakterystyczną cechą są nieco większe łuski w porównaniu do pozostałych podgatunków. Występowanie – Amazonia na obszarze Boliwii i Peru[4].
- E. c. barbouri (Stall, 1938; podgat. z wyspy Marajo): Jest również zbliżony kolorystycznie do podgatunku brazylijskiego, choć jego wzór jest nieco mniej wyrazisty (znacznie wyraźniejszy jednak niż u kolumbijskich i gujańskich). Ubarwienie jest też wyraźnie ciemniejsze. Podobnie jak peruwiański posiada duże łuski. W naturze występuje na wyspie Marajó[4] w ujściu Amazonki (północna Brazylia).
- E. c. assisi  (Machado, 1945): Występowanie – caatinga na obszarze od stanu Paraíba do Minas Gerais (Brazylia)[4].
- E. c. hygrophilus (Amaral, 1935): Występowanie – las atlantycki na obszarze od stanu Alagoas po Rio de Janeiro[4]
- E. c. polylepis (Amaral, 1935): Występowanie – cerrado na terenie stanów Goiás i Minas Gerais[4]

W klasyfikacji dusicielowatych przyjętej przez Pyrona, Reynoldsa i Burbrinka (2014) podgatunki E. c. alvarezi, E. c. assisi, E. c. crassus i E. c. maurus podnoszone są do rangi odrębnych gatunków.

## Rozmiary
Między podgatunkami występują niewielkie różnice. Długość ciała zwykle nie przekracza 200 cm, w hodowli terraryjnej przeważnie wynosi około 150 cm.

## Biotop
Środowiskiem życia boa tęczowych są tereny skaliste, lasy, plantacje, nadbrzeżne zalesienia i sawanna przyległa do obszarów leśnych. Ponieważ zasięg gatunku jest dość znaczny, poszczególne podgatunki zamieszkują dość różnorodne środowiska, od suchego, stepowego (E. c. alvarezi, E. c. assisi) po wilgotne lasy tropikalne (E. c. cenchria, E. c. maurus).

## Pokarm
Głównie ptaki, w tym ptactwo wodne i pisklęta oraz niewielkie ssaki. W naturze niekiedy zjada niewielkie płazy i jaszczurki. W warunkach hodowli terraryjnej zjada głównie myszy, szczury, chomiki, myszoskoczki, młode kurczęta. Zwykle jest dość żarłoczny i nie sprawia problemów żywieniowych w niewoli.

## Aktywność
Wąż aktywny głównie wieczorem (w terrarium zwykle uaktywnia się po zgaszeniu oświetlenia), dzień spędza w kryjówkach.